# Juliana de Hesse-Kassel
La princesa Juliana de Hesse[-Kassel] (Castillo de Gottorp, 19 de marzo de 1773-Itzehoe, 11 de marzo de 1860) fue un miembro de la casa de Hesse-Kassel.

## Biografía
Fue la segunda hija y cuarta de los vástagos de Carlos de Hesse-Kassel y su esposa, Luisa de Dinamarca, hija de Federico V de Dinamarca. Tuvo cuatro hermanos:
- María Sofía (1767-1852), casada con el rey Federico VI de Dinamarca;
- Federico (1771-1845);
- Cristián (1776-1814);
- Luisa Carolina (1789-1867), casada con Federico Guillermo, duque de Schleswig-Holstein-Sonderburg-Glücksburg.

Su infancia transcurrió en la corte de sus padres. Su padre había sido nombrado gobernador de Schleswig-Holstein por parte de su cuñado el rey Cristián VII de Dinamarca.
Fue nombrada por su tío Cristián VII de Dinamarca, coadjuntora de la abadesa de la antigua abadía cisterciense de Itzehoe. Esta abadía había sido convertida en institución protestante de damas nobles (Evangelische Damenstift) forma en la que existe en la actualidad.
En 1810, tras la renuncia de la abadesa Sophie von Qualen pasó a ser abadesa de Itzehoe, cargo que desempeñaría hasta el final de su vida.
Murió en 1860, siendo sucedida como abadesa por la hija de su hermana, Luisa Carolina, la princesa Luisa de Schleswig-Holstein-Sonderburg-Glücksburg.

### Individuales
1. ↑  Hesse, Electorado de (1852). «Kurfürstlich Hessisches Hof- und Staatshandbuch: 1852». Kurfürstlich Hessisches Hof- und Staatshandbuch (en alemán) (Waisenhaus): 2. Consultado el 9 de julio de 2022.
2. ↑  «Adeliges Kloster Itzehoe - Home». kloster-itzehoe (en alemán). Consultado el 13 de julio de 2022.